# Plágio da Wikipédia
Os colaboradores da enciclopédia on-line Wikipédia, geralmente chamados de wikipedistas, licenciam o conteúdo enviado sob uma licença Creative Commons, que permite a reutilização desde que a atribuição seja feita. No entanto, houve várias ocasiões em que as pessoas não deram a atribuição necessária e tentaram passar o material da Wikipédia como se fosse seu próprio trabalho. Esse plágio é uma violação da licença Creative Commons e, quando descoberto, pode ser motivo de constrangimento, sanções profissionais ou problemas legais.
Em ambientes educacionais, os alunos às vezes copiam a Wikipédia para cumprir as tarefas de classes. Em 2011, um estudo realizado pela Turnitin descobriu que a Wikipédia era o site mais copiado por alunos do ensino médio e superior.

## Instâncias notáveis
Foi relatado com credibilidade que muitos indivíduos e instituições notáveis cometeram plágio da Wikipédia.
- David Agus[3]
- Chris Anderson[4]
- Jill Bialosky[5]
- Monica Crowley[6][7]
- Elsevier retirou um livro de 2020 por plagiar muitas passagens grandes da Wikipédia[8]
- Five Star Movement (Partido politico italiano)[9]
- Jane Goodall[10]
- Kamala Harris[11][12]
- Michel Houellebecq[13]
- International Baccalaureate Organisation (IBO) foi acusado de copiar guias confidenciais de correção de examinadores da Wikipedia[14]
- Internet Research Agency[15]
- Benny Johnson[16]
- Siniša Mali, Ministro das Finanças da Sérvia, que foi acusado pela Universidade de Belgrado de ter plagiado sua tese de doutorado[17]
- John McCain[18]
- Yana Milev[19]
- Okayama Prefectural Assembly[20]
- Oxford University Press[21]
- Neri Oxman[22]
- Rand Paul[23]
- The Pentagon[24]
- Rachel Reeves[25]
- Santa Clara County redator de subsídios[26]
- Peter Schweizer, no seu livro de 2018 Secret Empires[27]
- Government of the United Kingdom, em seu ano de 2022 "Levelling Up" white paper[28]
- Gerónimo Vargas Aignasse[29][30][31]
- Fabiola Yáñez[32]
- Alejandro Zaera-Polo[33]